# Curva de nivel

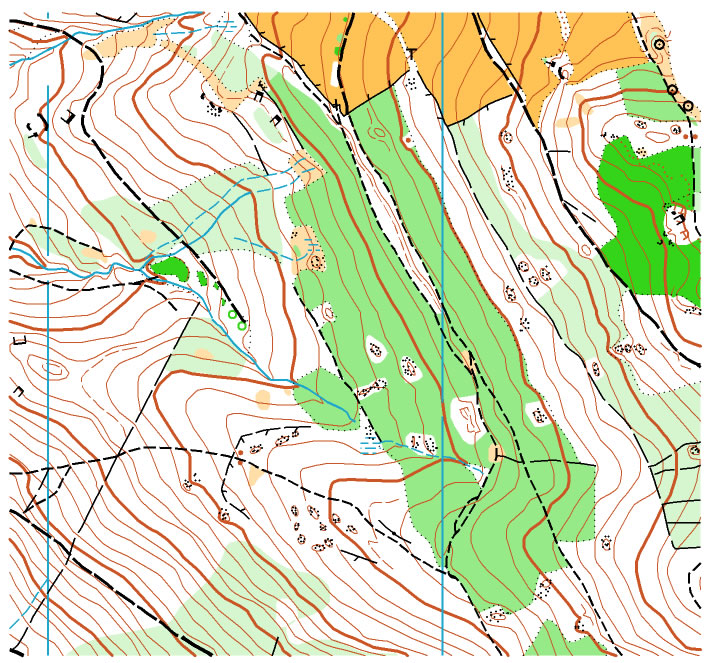
Curvas de nivel en un mapa de orientación.

El principio de las curvas de nivel.

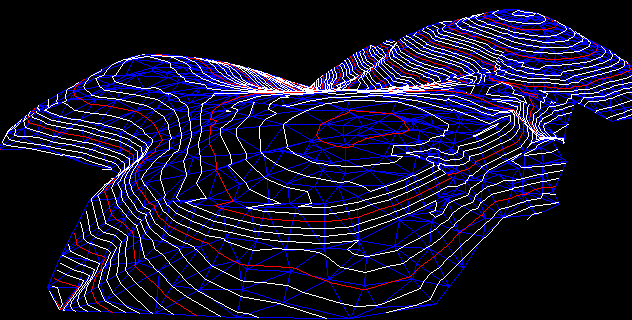
Representación digital de perfil 3D con curvas de nivel.

Una curva de nivel es aquella línea que en un mapa une todos los puntos que tienen igualdad de condiciones, normalmente altitud sobre el nivel del mar o profundidad. Las curvas de nivel suelen imprimirse en los mapas en color siena para el terreno y en azul para los glaciares y las profundidades marinas. La impresión del relieve suele acentuarse dando un sombreado que simule las sombras que produciría el relieve con una iluminación procedente del Norte o del Noroeste. En los mapas murales, las superficies comprendidas entre dos curvas de nivel convenidas se imprimen con determinadas tintas convencionales (tintas hipsométricas). Por ejemplo: verde oscuro para las depresiones situadas por debajo del nivel del mar, verdes cada vez más claros para las altitudes medias, y sienas cada vez más intensos para las grandes altitudes, reservando el rojo o violeta para las mayores cumbres de la tierra.
En Geodesia, cada una de las curvas de nivel materializa una sección horizontal de relieve representado. La equidistancia, diferencia de altitud entre dos curvas sucesivas, es constante y su valor depende de la escala del mapa y de la importancia del relieve. 
En Oceanografía la isóbata es una curva que se utiliza para la representación cartográfica de los puntos de igual profundidad en el océano y en el mar, así como en lagos de grandes dimensiones.